# Wanted (serie televisiva australiana)
Wanted è una serie televisiva australiana trasmessa dal 2016 al 2018 sul canale Seven Network.
La serie è stata rinnovata per una terza stagione che ha debuttato il 15 ottobre 2018.
In Italia, le prime due stagioni della serie sono state interamente pubblicate il 24 ottobre 2017 sul servizio on demand Netflix. La terza stagione è stata distribuita il 13 dicembre 2018, sempre  su Netflix. Dal 15 ottobre 2024 non è più disponibile su Netflix e non si hanno notizie della disponibilità della serie su altre piattaforme.

## Trama
La serie segue le vicende di Lola Buckley e Chelsea Babbage, due sconosciute che accidentalmente si aiutano durante un furto che ha causato un omicidio alla fermata dell'autobus, successivamente rimangono coinvolte in una caccia all'uomo con le autorità attraverso l'Australia a bordo di un veicolo pieno di soldi. Lola e Chelsea devono mettere da parte le loro differenze e devono contare l'una sull'altra mentre fuggono.

## Personaggi e interpreti

### Principali
- Lola Buckley (stagione 1-in corso), interpretata da Rebecca Gibney
- Chelsea Babbage (stagione 1-in corso), interpretata da Geraldine Hakewill
- Detective Josh Levine (stagione 1-in corso), interpretato da Stephen Peacocke
- Chris Murphett (stagione 1), interpretato da Ryan Corr
- Ray Stanton (stagione 1-2), interpretato da Nicholas Bell
- Terry Boke (stagione 1), interpretato da Mirko Grillini

### Ricorrenti
- Ebert, interpretato da Todd Levi
- Karen Stanton, interpretata da Veronica Neave
- Morrison, interpretato da Anthony Phelan
- Lucie, interpretato da Sarah Milde (stagione 3)

### Ospiti
- David Buckley, interpretato da Charles Cottier
- Poliziotto, interpretato da Neil Fanning
- Donna Walsh, interpretata da Robyn Malcolm
- Luke Delaney, interpretato da Ian Bliss
- Jackson Delaney, interpretato da Steven Rooke
- Jim Walsh, interpretato da Ian Mune
- Beverley Delaney, interpretata da Catherine Wilkin
- Agente McKenzie, interpretato da Edmund Lembke-Hogan
- Proprietario di un motel, interpretato da Pat Thomson
- Bernie, interpretato da Paul Bishop
- Anton Manic, interpretato da Alex Dimitriades
- Dirk, interpretato da Christopher Sommers
- Sergente Hunt, interpretato da Simon Mallory
- Dixie Boulevard, interpretata da Narelle King

## Episodi
| Stagione         | Episodi | Prima TV Australia | Pubblicazione Italia |
| ---------------- | ------- | ------------------ | -------------------- |
| Prima stagione   | 6       | 2016               | 2017                 |
| Seconda stagione | 6       | 2017               | 2017                 |
| Terza stagione   | 6       | 2018               | 2018                 |